# Oxytenanthera
Oxytenanthera là một chi thực vật có hoa trong họ Hòa thảo (Poaceae).

## Loài
Chi Oxytenanthera gồm các loài: